# Katrin Wendland
Katrin Wendland (Berlín, Alemanya, 18 de juliol de 1970) és una física i matemàtica alemanya, professora a la Universitat de Friburg.
Wendland va obtenir un diploma en matemàtiques a la Universitat de Bonn l'any 1996, i el doctorat en física en la mateixa institució l'any 2000 sota la supervisió de Werner Nahm. Després de treballar com a professora a la Universitat de Warwick entre 2002 i 2006, va tornar a Alemanya com a professora a la Universitat d'Augsburg, on va ocupar la Càtedra d'Anàlisi i Geometria. L'any 2011, es va traslladar a la Universitat de Friburg.
L'any 2009, Wendland va rebre la Medalla als Mèrits Especials per Baviera en una Europa Unida per part del govern bavarès. Al 2010, va ser ponent convidada al Congrés Internacional de Matemàtics, amb una xerrada titulada «Sobre la geometria de les singularitats en teories quàntiques de camps». L'any 2012, es va convertir en fellow de la Societat Americana de Matemàtiques. També va ser triada membre de l'Akademie der Wissenschaften und der Literatur al 2013.